# Piper PA-47 PiperJet
Piper PA-47 PiperJet — надлегкий реактивний літак з одним двигуном.
Розробка компанії «Piper Aircraft». Про проект було оголошено в 2006 році. Перший політ прототип здійснив 30 липня 2008 року. 19 лютого 2007 року компанія оголосила, що отримала 180 попередніх замовлень. У жовтні 2009 р. компанія вказала, що вона затримує поставки першого літака клієнтам до середини 2013 року. PiperJet на відміну від більшості подібних літаків забезпечений одним турбореактивним двигуном. Скасовано в жовтні 2011 року з економічних причин.

## ТТХ
- Літак має довжину 10,29 м,
- розмах крил 13,49 м і
- висота 5,05 м
- Маса, кг 
  - порожнього спорядженого 1415
  - максимальна злітна 1969
- кількість пасажирів: до 7
- Маса палива 553
- Тип двигуна 1 ТРДД Williams FJ44-3AP
- Тяга, кН 1 х 12.50
- Максимальна швидкість, км/год 705
- Крейсерська швидкість, км/год 667
- Практична дальність, км 2408
- Практична стеля, м 11000